# Rapport Richárd
Rapport Richárd (Szombathely, 1996. március 25. –) 2022. szeptembertől román, majd 2024. májusától ismét magyar színekben játszó magyar nemzetközi sakknagymester, világbajnokjelölt, a mindenkori legjobb, legmagasabb Élő-pontszámmal rendelkező magyar, sakkolimpiai ezüstérmes, csapatban Európa-bajnoki bronzérmes, magyar bajnok (2017), U20-as világbajnoki ezüstérmes (holtversenyben az 1. helyezettel), U18-as csapat Európa-bajnoki bronzérmes, U10-es Európai Unió bajnok.
A legjobbja annak az öt magyar sakkozónak, aki átlépte a 2700 Élő-pontos szupernagymesteri határt, és 2021. novemberben elért 2770 pontjával a sakkozók örökranglistája 25. helyén állt, megelőzve az addig legmagasabb magyar Élő-pontszámot elért Lékó Péter eredményét.
2022-ben kvalifikálta magát a világbajnokjelöltek versenyére, amelyen ezt megelőzően utoljára 2007-ben Lékó Péter játszott.
A magyar szövetségtől nem kapott kellő támogatást a felkészüléseihez, ezért egy jelentős mértékű szponzori ajánlatot elfogadva 2022. szeptember 5-től hivatalosan román színekben játszott; 2024. májusában viszont visszatért a magyar csapathoz.
2016 nyarán megnősült, felesége Jovana Vojinović női sakknagymester (WGM), Szerbia 2014-es női sakkbajnoka.

## Gyerekkora
Rapport a családjával a Vas megyei Sé faluban él, édesapjától tanult meg négyévesen sakkozni. Egy rossz matematikaosztályzat miatt kezdett el kilencévesen intenzíven edzeni. A Nemzeti Utánpótlás-nevelési Intézet által támogatott Maróczy Géza Központi Sakkiskola tanulója lett 2006-ban. Még 2006-ban a 10 évesek korcsoportjában megnyerte az Európai Unió bajnokságát Mureckban. 2008-2010 között a Csuti Antal Sportklub Zalaegerszeg csapatában játszott; 2010 óta a Szombathelyi Haladás játékosa. Edzője Ruck Róbert, szakmai menedzsere dr. Flumbort András.

## A nagymesteri cím megszerzése
Rapport a nemzetközi mesteri címet 2009-ben kapta. Ebben az évben a budapesti First Saturday versenyen kiharcolta az első nagymesteri normát. 2010 márciusban Szentgotthárdon a Gotth'Art Pokal versenyen harmadszor is teljesítette azt, így 2010 áprilisában a FIDE hivatalosan is megadta neki a nagymesteri címet. A nagymesteri cím feltételeinek teljesítése napján a kora: 13 év, 11 hónap és 6 nap, azaz a legfiatalabb magyar nagymester, eddig ezt a rekordot Lékó Péter tartotta. Világszerte az ötödik legfiatalabb nagymester.
2010-ben tagja volt az U18 Európa-bajnokságon bronzérmet szerzett magyar válogatottnak, egyéniben a mezőny 3. legjobb eredményét érte el.
A Mitropa Kupán csapatban 2009-ben 3., 2010-ben 2., 2011-ben 4., 2012-ben az 1. helyet szerezte meg. Ez utóbbi évben egyéniben is az 1. helyen végzett.
A legfiatalabb magyar, aki elérte a 2700-as Élő-pontszámot.

## Eredményei
2010
- Szentgotthárd: A nemzetközi sakknagymesteri cím birtokosa lesz, Magyarország legfiatalabb sakknagymestere
- Villámverseny: Felsőőr, 1. helyezés
- Országos Ifjúsági Csapatbajnokság: Miskolc, csapat 1. hely, Tábladíj 1. tábla legjobbja
- Szerb csapatbajnokság: Az ő győzelmével marad benn szerb csapata az 1. osztályban

2011
- Gibraltar Open: A gibraltári versenyen szupernagymestereket, nemzetközi szinten is nagyon elismert világnagyságokat vert meg, pl: Francisco Vallejo Pons (élő értékszáma: 2698), Alekszander Oniscsuk (élő értékszám: 2689)
- Magyar Ifjúsági Rapid Csapatbajnokság: 1. hely

2012
- Sibenik 	Mitropa Kupa: Felnőtt 1. hely csapatban + Tábladíj
- Gibraltár 	Gibraltár Open: ifjúsági különdíj
- Szombathely 	Pungor János emlékverseny: 1. hely
- Athén 	U20-as világbajnokság: megosztott 1. hely
- Varsó 	Rapid Európa-bajnokság: 10. hely
- Varsó 	Rapid Európa-bajnokság: ifjúsági különdíj

2013
- Wijk aan Zee Tatasteel nagymesterverseny B csoport: 2. hely (az 1. helyezettel megegyező pontszámmal)
- Malmö Meghívásos nagymesterverseny 1. hely.
- Biel Meghívásos nagymesterverseny 6. hely.
- Németország Neckar Open 1. hely.
- Franciaország Clichy csapatbajnokság csapat 1. hely, legjobb pontszerző.
- La Coruna Xadrez Entre Faros 3. hely.
- Bulgária II. Duna menti országok rapid versenye 1. hely.
- Sigeman & Co Chess Tournament 1. hely Nigel Short és Nils Grandelius előtt (holtverseny után)
- Rapidsakk Európa-bajnokság 1. hely
- Villámsakk Európa-bajnokság 4. hely

2014
- Riga, Sakkfesztivál 1-2. hely (teljesítményérték: 2809)[14]
- Zürich: 38. Zurich Weihnachtsopen Master holtversenyes 3–5. helyezés[15]

2015
- Abu Dhabi: 22. nemzetközi sakkfesztivál holtversenyes 1–4. hely[16]
- Checkmate Malta: 1. helyezés[17]

2016
- Reykjavík Open holtversenyes 2. helyezés[18]
- Checkmate London: 1. helyezés[19][20]

2017
2017-ben a 36. Zalakarosi Sakkfesztiválon holtversenyben az első helyen végzett. A fesztivál egyben nyílt magyar bajnokság is volt, így eredményével első magyar bajnoki címét szerezte.
Élő-pontszáma alapján indulhatott a 2017-es sakkvilágkupán, ahol az 1. fordulóban 2–0-ra nyert a perui Emilio Cordova ellen, a 2. fordulóban a nála magasabban rangsorolt kínai Vej Ji ellen a rájátszásban harcolta ki a továbbjutást. A 3. fordulóban a szintén kínai Li Csao ellen 2,5–1,5-re győzött, míg a 4. fordulóban a 2015-ös Európa-bajnok orosz Jevgenyij Najer 2,5–1,5 arányú legyőzésével bejutott a negyeddöntőbe, ahol a legmagasabban rangsorolt kínai Ting Li-zsen állította meg. Ezzel a szereplésével élete eddigi legjobb eredményét érte el, és a világkupák történetében a második magyar sakkozó Polgár Judit után, aki a negyeddöntőbe jutott.
2018
A II. Vergani Cup nemzetközi versenyen az olaszországi Villorbában az első helyen végzett. A Gibraltar Tradewise elnevezésű svájci rendszerű szupertornán a 2. helyen végzett.
2019
Első helyezést ért el a XX-as kategóriájú szupertornán a kínai Dancsuban.
2022
A 2022-es FIDE Grand Prix-n a Berlinben rendezett első tornán az elődöntőben szenvedett vereséget a későbbi győztes Nakamura Hikarutól, a Belgrádban rendezett második tornát megnyerte, ezzel a Grand Prix pontversenyében az élre állt, és kvalifikálta magát a világbajnokjelöltek versenyére.

## Csapateredményei
A 2014-es sakkolimpián tagja volt az ezüstérmet szerzett magyar válogatottnak. A 2016-os sakkolimpián a csapat első táblásaként szerepelt.
2015-ben a Sakkcsapat Európa-bajnokságon a magyar válogatott 2. táblásaként a legjobb eredményt elérve tábláján egyéni aranyérmet nyert.
A 2019-es Bajnokcsapatok Európa Kupájában a Padova csapatának első táblásaként járult hozzá a csapat aranyérméhez, egyéni teljesítménye az első táblán a második legjobb volt a mezőnyben.

## Játékereje
2022. májusában a hivatalos FIDE nyilvántartás szerint az Élő-pontszáma 2776, amivel a világranglista 5. helyén állt. Eddigi legmagasabb pontszáma 2776 volt. Rapid-sakk kategóriában az Élő-pontszáma 2727, villámsakkban 2759.
Először 2015. januárban egy hónapig előzte a magyar ranglistán Lékó Pétert az 1. helyen. 2015. decemberben ismét, ekkor már hosszabb időre, 2017. februárig a magyar ranglista élére került. 2017 novemberétől folyamatosan vezeti a magyar ranglistát. 
Az U18 korosztályban 2015. áprilisig világranglista vezető volt. Az U20 junior korosztályban 2016. januárban a világranglista élére került, és ezt a helyezését tartotta 20. életéve betöltéséig.

## Díjai, elismerései
- Junior Prima díj (2010)
- Vas Megye 2010. Ifjúsági Sportolója
- Vas Megye 2010. Felfedezett Sportolója
- Vas Megye 2012. Ifjúsági Sportolója
- Az év magyar sakkozója (2015,[36] 2017,[37] 2019,[38] 2020,[39] 2021[40])

## Emlékezetes játszmái
|    | |    |    |    |    |    |    |
|    | \| \| \| \| \| \| \| \| \| \| \| \| \| \| \| \| \| \| \| \| \| \| \| \| \| \| \| \| \| \| \| \| \| \| \| \| \| \| \| \| \| \| \| \| \| \| \| \| \| \| \| \| \| \| \| \| \| \| \| \| \| \| \| \| \| \| \| \| \| \| \| \| |    |    |    |    |    |    |
|    | |    |    |    |    |    |    |
| a8 | b8 | c8 | d8 | e8 | f8 | g8 | h8 |
| a7 | b7 | c7 | d7 | e7 | f7 | g7 | h7 |
| a6 | b6 | c6 | d6 | e6 | f6 | g6 | h6 |
| a5 | b5 | c5 | d5 | e5 | f5 | g5 | h5 |
| a4 | b4 | c4 | d4 | e4 | f4 | g4 | h4 |
| a3 | b3 | c3 | d3 | e3 | f3 | g3 | h3 |
| a2 | b2 | c2 | d2 | e2 | f2 | g2 | h2 |
| a1 | b1 | c1 | d1 | e1 | f1 | g1 | h1 |

| a8 | b8 | c8 | d8 | e8 | f8 | g8 | h8 |
| a7 | b7 | c7 | d7 | e7 | f7 | g7 | h7 |
| a6 | b6 | c6 | d6 | e6 | f6 | g6 | h6 |
| a5 | b5 | c5 | d5 | e5 | f5 | g5 | h5 |
| a4 | b4 | c4 | d4 | e4 | f4 | g4 | h4 |
| a3 | b3 | c3 | d3 | e3 | f3 | g3 | h3 |
| a2 | b2 | c2 | d2 | e2 | f2 | g2 | h2 |
| a1 | b1 | c1 | d1 | e1 | f1 | g1 | h1 |

A 2017-es Tata Steel Masters sakktornán legyőzte a regnáló világbajnok Magnus Carlsent.
Rapport Richárd–Magnus Carlsen (Tata Steel, 2017), Nimzovitsch–Larsen-támadás (ECO A06)
1. Hf3 d5 2. b3 Ff5 3. Fb2 e6 4. d3 h6 5. Hbd2 Hf6 6. c4 c6 7. g3 Fe7 8. Fg2 O-O 9. O-O Hbd7 10. a3 a5 11. Vb1 Fh7 12. b4 axb4 13. axb4 Vb6 14. Fc3 Bxa1 15. Vxa1 Fxb4 16. Fxb4 Vxb4 17. Bb1 Vd6 18. Bxb7 e5 19. d4 exd4 20. Hxd4 c5 21. H4b3 d4 22. Fh3 d3 23. e3 He5 24. Fg2 Bc8 25. f4 Heg4 26. e4 Be8 27. e5 Hxe5 28. fxe5 Bxe5 29. Bb6 Ve7 30. Bb8+ He8 31. Fc6 Be1+ 32. Vxe1 Vxe1+ 33. Hf1 (lásd diagram) sötét feladta (1-0). Az e8-on fenyegető matt csak nagy anyagi veszteség árán védhető ki. 